# Aporosa penangensis
Aporosa penangensis là một loài thực vật có hoa trong họ Diệp hạ châu. Loài này được (Ridl.) Airy Shaw mô tả khoa học đầu tiên năm 1969.